# Silence (2016)
Silence is een Amerikaanse religieus-historische film uit 2016 die geregisseerd werd door Martin Scorsese. Het script, dat gebaseerd werd op de gelijknamige roman van auteur Shusaku Endo, werd geschreven door Jay Cocks. De hoofdrollen worden vertolkt door Andrew Garfield, Adam Driver, Shinya Tsukamoto, Tadanobu Asano en Liam Neeson.

## Verhaal
De Portugese jezuïtische priesters Sebastião Rodrigues en Francisco Garupe krijgen midden 17e eeuw aan het Sint Pauluscollege in Macau van de Italiaanse priester Valignano te horen dat hun vroegere mentor, Cristóvão Ferreira, zijn geloof verloochend heeft en nu door het leven gaat als een Japanner. 
Vol ongeloof besluiten de twee jonge priesters te onderzoeken wat er met hun mentor gebeurd is. Met behulp van de drankverslaafde visser Kichijiro reizen ze per boot naar het Japanse dorpje Tomogi, waar de lokale christelijke bevolking ondergedoken leeft. Rodrigues en Garupe worden hartelijk verwelkomd door de Japanse christenen, die het door de afwezigheid van een priester lange tijd zonder sacramenten hebben moeten stellen. Wat later biecht Kichijiro op dat hij een christen is die zijn geloof verloochend heeft. Hij vraagt priester Rodrigues om vergiffenis.
Een samoerai, die door de dorpelingen "de inquisiteur" genoemd wordt, komt controleren of er niemand zich tot het verboden christendom bekeerd heeft. Vier personen, waaronder Kichijiro, worden verplicht om afstand te nemen van het christendom door op een fumie (een afbeelding van Jezus Christus) te trappen, een crucifix te bespuwen en de Maagd Maria een hoer te noemen. Enkel Kichijiro gehoorzaamt. De drie overige dorpelingen worden als straf aan houten kruizen opgehangen en in de zee geplaatst, waar ze verdrinken. Nadien worden hun lichamen verbrand om er voor te zorgen dat ze geen christelijke begrafenis kunnen krijgen.
Omdat ze vermoeden dat hun aanwezigheid de aanleiding is voor het terreurbeleid van de shōgun besluiten Rodrigues en Garupe zich op te splitsen. Garupe reist naar Hirado, terwijl Rodrigues naar Gotō vertrekt, de laatste locatie waar priester Ferreira leefde. Na zijn aankomst ontdekt Rodrigues dat het dorpje verlaten en vernietigd is. Terwijl hij ronddwaalt, worstelt hij met de vraag of het egocentrisch en onbarmhartig is om apostasie te weigeren als dat een einde kan maken aan het lijden van anderen. Vervolgens loopt hij opnieuw Kichijiro tegen het lijf, die hem even later voor 300 zilverstukken verlinkt aan de samoerai.
Rodrigues wordt naar Nagasaki gebracht en samen met de gevangengenomen christenen van Gotō opgesloten. Tijdens een tribunaal voorgezeten door gouverneur Inoue Masashige wordt hem verteld dat de katholieke leer als een gevaar beschouwd wordt en geen overlevingskans heeft in Japan. Rodrigues blijft ervan overtuigd dat zijn geloof landsgrenzen en culturen overstijgt en evenzeer een plaats heeft in Japan als in Portugal of Spanje.
Uiteindelijk belandt ook Kichijiro in de gevangenis. Hij vraagt vader Rodrigues opnieuw om absolutie en na een aarzeling vergeeft de priester hem zijn zonden. Wat later wordt Kichijiro weer vrijgelaten nadat hij zijn geloof opnieuw verloochend heeft door op een fumie te trappen. Vervolgens wordt Rodrigues naar de kust geleid, waar hij moet toekijken hoe de uitgehongerde Garupe verplicht wordt om zijn geloof af te vallen. Japanse christenen worden verdronken, maar desondanks weigert Garupe apostasie te plegen. De priester verdrinkt zelf in een poging om de Japanners te redden, terwijl de troosteloze Rodrigues van op een afstand toekijkt.
Rodrigues wordt naar een Boeddhistische tempel gebracht, waar hij een ontmoeting heeft met zijn vroegere mentor Ferreira, die inmiddels door het leven gaat onder een Japanse naam. Ferreira geeft toe dat hij zijn geloof na martelingen verloochend heeft. Nadat hij vijftien jaar in Japan geprobeerd had om het christendom te verspreiden, was hij tot de conclusie gekomen dat de religie een verloren zaak is in het land. Rodrigues vindt zijn geloofsafval een schande. Later die nacht hoort Rodrigues in zijn cel hoe vijf christenen gemarteld worden. Ferreira legt hem uit dat de christenen hun geloof al verloochend hebben, maar dat enkel zijn apostasie hen kan redden. Net op het moment dat Rodrigues zijn voet op een fumie wil plaatsen, hoort hij de stem van Christus, die hem de toestemming geeft om te trappen. Rodrigues plaats zijn voet op de afbeelding en stort neer.
In de daaropvolgende periode worden Ferreira en Rodrigues ingeschakeld om religieuze symbolen op te sporen in de spullen van personen van wie men vermoedt dat ze christenen zijn. Hun neergang wordt aanschouwd en verteld door de Nederlandse handelaar Dieter Albrecht. In zijn dagboek merkt Albrecht op dat Ferreira uiteindelijk stierf en dat Rodrigues huwde met een Japanse vrouw en de naam Okada San'emon aannam. Kichijiro, die een dienaar werd, vraagt Rodrigues opnieuw om vergeving, maar Rodrigues weigert aangezien hij niet langer een priester is. Wat later worden onder meer Rodrigues en Kichijiro verplicht om nog eens op een fumie te trappen om opnieuw te bewijzen dat ze het christendom verloochenen. Tijdens deze gebeurtenis kijkt een haast onbewogen Rodrigues toe hoe Kichijiro betrapt wordt met een religieus amulet en weggevoerd wordt.
Vele jaren later sterft Rodrigues. Tijdens een serene, boeddhistische plechtigheid neemt zijn Japanse echtgenote afscheid van hem. Hij wordt in een grote, houten ton weggedragen en gecremeerd. In zijn hand houdt hij een klein crucifix vast dat hem destijds na zijn aankomst op het eiland overhandigd werd door een Japanse christen.

## Rolverdeling
| Acteur           | Personage                         |
| ---------------- | --------------------------------- |
| Andrew Garfield  | Pater Sebastião Rodrigues         |
| Adam Driver      | Pater Francisco Garupe            |
| Liam Neeson      | Pater Cristóvão Ferreira          |
| Tadanobu Asano   | De tolk                           |
| Shinya Tsukamoto | Mokichi                           |
| Yōsuke Kubozuka  | Kichijiro                         |
| Ciarán Hinds     | Pater Valignano                   |
| Yoshi Oida       | Ichizo                            |
| Issei Ogata      | Inoue Masashige (als Issey Ogata) |
| Nana Komatsu     | Monica (Haru)                     |
| Béla Baptiste    | Dieter Albrecht                   |
| Asuka Kurosawa   | Vrouw van Rodrigues               |

## Prijzen en nominaties
| Jaar | Prijs                    | Categorie                  | Genomineerde(n)            | Resultaat   |
| ---- | ------------------------ | -------------------------- | -------------------------- | ----------- |
| 2016 | National Board of Review | Top 10 films van het jaar  | Top 10 films van het jaar  | Gewonnen    |
| 2016 | National Board of Review | Beste scenario (adaptatie) | Jay Cocks, Martin Scorsese | Gewonnen    |
| 2016 | American Film Institute  | Top 10 films van het jaar  | Top 10 films van het jaar  | Gewonnen    |
| 2017 | Academy Awards           | Beste camerawerk           | Rodrigo Prieto             | Genomineerd |

## Productie

### Ontwikkeling
In 1966 bracht de Japanse schrijver Shusaku Endo de roman Stilte uit. Het boek, waarin de vervolging van katholieke Japanners centraal staat, was gebaseerd op zijn eigen ervaringen met religieuze discriminatie en racisme. Begin jaren 1970 vormde Endo het verhaal zelf om tot een scenario voor de Japans-Britse verfilming Chinmoku (1971) van regisseur Masahiro Shinoda.
In 1988, na het zien van Martin Scorseses film The Last Temptation of Christ, stuurde de New Yorkse aartsbisschop Paul Moore het boek van Endo op naar de regisseur. Scorsese, die een katholieke opvoeding genoot en ooit hoopte priester te worden, was meteen onder de indruk en schakelde de hulp in van zijn vriend Jay Cocks om het boek om te vormen tot een scenario.

### Juridische strijd
Vanaf 1990 probeerde Scorsese het boek meermaals te verfilmen. Eerst sloten Scorsese en Cocks een deal voor 250.000 dollar met Penta Pictures.  Jay Cocks rondde het script af in 1996. Twee jaar later verhuisden de rechten op het boek naar Cecchi Gori Pictures, het productiebedrijf van de Italiaanse producenten Vittorio Cecchi Gori en Gianni Nunnari.
Scorsese liet in 1998 in een amendement optekenen dat Silence zijn derde film na Kundun (1997) zou worden. Scorsese bleef het project echter uitstellen om andere films te kunnen regisseren. In de loop der jaren werd het originele contract vijf keer geamendeerd. Scorsese betaalde in totaal meer dan 3,5 miljoen dollar aan Nunnari om de deadline van Silence uit te stellen. Daarnaast kreeg Nunnari van de regisseur ook een credit als (uitvoerend) producent bij diens films The Departed (2006) en Shutter Island (2010).
Toen de regisseur in 2007 eindelijk klaar was om het boek te verfilmen, waren Nunnari en Cecchi Gori verwikkeld geraakt in een juridisch conflict. Nunnari, die in april 2008 ontslagen werd door Cecchi Gori Pictures, eiste een schadevergoeding wegens contractbreuk. Cecchi Gori Pictures oordeelde dan weer dat het recht had op een schadevergoeding van Nunnari omdat die onder meer miljoenen dollars aan winsten en de filmrechten van Silence zou doorgesluisd hebben naar zijn eigen productiebedrijf Hollywood Gang Productions.
Vanaf 2009 werden ook producent Graham King en acteurs Daniel Day-Lewis, Benicio del Toro en Gael García Bernal aan het project gelinkt. Door de juridische problemen omtrent de filmrechten kwam het nooit tot een verfilming. In maart 2011 oordeelde de rechter dat de filmrechten van Silence aan Cecchi Gori toebehoorden. Een jaar later, in augustus 2012, spande Cecchi Gori Pictures een rechtszaak aan tegen de regisseur omdat die het project bleef uitstellen. Als een gevolg verschenen de advocaten van Scorsese in december 2013 voor de rechter. Een maand later bereikten beide partijen een schikking en kwam er een einde aan de rechtszaak.
In april 2013 had Scorsese al aangekondigd dat hij in 2014 aan de productie van Silence zou beginnen, in samenwerking met producenten Randall Emmett en George Furla. Ook de Belgische en later in opspraak gekomen producent Paul Breuls zou toen via zijn productiebedrijf Corsan mee in de film geïnvesteerd hebben. In februari 2014, een maand nadat Scorsese een schikking met Cecchi Gori Pictures bereikt had, ging de regisseur op zoek naar geschikte filmlocaties in Taiwan. Vijf maanden later verwierf Paramount Pictures de distributierechten.  Eind 2014 kwam Scorsese tot de conclusie dat de productie meer geld nodig had. Vervolgens besloten ook Fábrica de Cine en Moriah Media in het project te investeren.
Toen de productie in 2015 van start ging, kwam aan het licht dat Cecchi Gori Pictures in 2002 scenarist Michael B. Gordon had ingeschakeld om een scenario voor Silence te schrijven. Daarnaast was Nicholas Kazan, zoon van filmregisseur Elia Kazan, gevraagd om Gordons script te herschrijven. Hoewel Scorsese zich niet op het scenario van Gordon/Kazan gebaseerd had voor zijn verfilming, stapte Kazan in mei 2016 naar de rechter om het salaris dat Cecchi Gori Pictures beloofd had en een vermelding in de officiële filmcredits op te eisen. In september 2016 kwam het tot een schikking.

### Casting
|                                                         |  |  |
| Hoofdrolspelers Andrew Garfield (links) en Adam Driver. |  |  |

In 2009 werden acteurs Daniel Day-Lewis, Benicio del Toro en Gael García Bernal aan de productie gelinkt. Omdat het project vervolgens meermaals werd uitgesteld, moesten de makers uiteindelijk op zoek naar een nieuwe cast. In mei 2013 werden Andrew Garfield en Ken Watanabe gecast als respectievelijk priester Rodrigues en diens tolk. In januari 2014 werden ook Adam Driver en Liam Neeson aan de cast toegevoegd. Neeson had ook al een priester vertolkt in Gangs of New York (2002) van Scorsese. Daarnaast had hij ook al eens een jezuïtische priester gespeeld in The Mission (1986). Omdat Watanabe inmiddels aan een ander project verbonden was, verliet hij in januari 2015 de productie. Hij werd vervangen door Tadanobu Asano.
Ter voorbereiding op hun rol vielen Garfield, Neeson en Driver aanzienlijk af. Garfield en Driver vermagerden elk ongeveer twintig kilogram voor hun vertolkingen. Garfield bereidde zich een jaar voor op de rol en volgde samen met Driver een religieuze opleiding bij enkele jezuïtische priesters, waaronder de bekende New Yorkse priester James Martin.

### Opnames
De opnames gingen op 30 januari 2015 van start en eindigden op 15 mei 2015. Er werd op het eiland Taiwan gefilmd in Taipei, Taichung en Hualien. Er werden zowel studiodecors als echte locaties gebruikt om delen van het oude Nagasaki en dorpen uit de regio van Macau na te bootsen. Door het gebruik van moeilijk bereikbare locaties en de steeds veranderende weersomstandigheden waren de opnames erg zwaar.
Op 28 januari 2015 vond er een dodelijk ongeluk plaats op de filmset in Taiwan. Op het terrein van CMPC Studios had een veiligheidsdienst geconcludeerd dat een bepaalde constructie te gevaarlijk was. Toen een externe aannemer en zijn team de constructie wilden verstevigen, stortte het dak van het gebouw in en kwam een werknemer van de aannemer om het leven.
De opnames werden gefilmd door Rodrigo Prieto. Het leeuwendeel van de scènes werden door de Mexicaanse director of photography op film opgenomen, enkel voor de nachtscènes gebruikte hij digitale beelden. Prieto liet zich inspireren door de religieuze barokschilderkunst en bijbehorende technieken als clair-obscur.

### Postproductie
In november 2014 werd bekendgemaakt dat Howard Shore de filmmuziek zou componeren. Uiteindelijk werd hij vervangen door het echtpaar Kim Allen Kluge en Kathryn Kluge. De Academy of Motion Picture Arts and Sciences oordeelde dat de soundtrack "niet substantieel genoeg" was om in aanmerking te komen voor een Oscarnominatie.

## Release
In de aanloop naar de première van Silence werd de film in Rome vertoond aan zo'n 400 jezuïtische priesters van het Pontificium Institutum Orientalium Studiorum. Op 30 november 2016 had regisseur Martin Scorsese ook een ontmoeting met paus Franciscus.

## Historische achtergrond
Het verhaal is gedeeltelijk gebaseerd op historische feiten. Cristóvão Ferreira was een Portugese jezuïet die de meest controversiële apostaat werd in de geschiedenis van de orde. Van 1609 tot 1633 was hij werkzaam bij de missie van de jezuïeten in Japan. Hij werd in 1633 gearresteerd en ging daarna samenwerken met de Japanse inquisitie. Dit had een golf van ontzetting en vooral schaamte in de orde van de jezuïeten tot gevolg. Honderden jezuïeten meldden zich aan om naar Japan te reizen, Ferreira te overtuigen op zijn besluit terug te komen en in zijn plaats als martelaar te sterven. Er zijn zes pogingen bekend van jezuïeten die met dat doel vanuit Manilla naar Japan zijn gereisd. Bij elke poging werden de priesters snel na aankomst gearresteerd, hetgeen leidde tot de dood of tot apostasie. De bekendste van die pogingen dateert van 1643. Daaraan namen vier jezuïeten deel, waaronder ook een priester met de naam Sebastião Rodrigues. Het eindigde – na marteling – voor deze vier ook in apostasie.
Er zijn ook nogal wat  historische onjuistheden in de film. De apostasie van Ferreira vond plaats in 1633. De relatie van deze gebeurtenis met de Italiaanse priester Alessandro Valignano in de film is onmogelijk, aangezien deze in 1606 overleed.